# Jamie Anderson (snowboard)
Pour les articles homonymes, voir Jamie Anderson (homonymie) et Anderson.
Jamie Anderson est une snowboardeuse américaine spécialiste de half-pipe et de slopestyle. À 21 ans, elle est la référence dans le slopestyle. Championne du Monde TTR 2008 et 2011, championne olympique 2014 et 2018, et avec 3 victoires aux X Games, on voit en elle un très bon palmarès à venir. Elle est aussi la première femme à avoir participé à l'épreuve du Knuckle Huck en 2021.
En plus de sa carrière sportive, elle est également connue pour son travail contre la crise climatique. Elle travaille pour l'organisation pour la protection du climat Protect Our Winters (POW). En tant que sportive d’hiver, elle subit directement les effets du réchauffement climatique. Elle a dédié sa médaille de bronze à la Coupe du monde 2019 à POW afin de souligner la menace croissante que le réchauffement de la planète fait peser sur les sports d'hiver.

## Palmarès

### Jeux olympiques
- Médaille d'or en slopestyle aux Jeux olympiques d'hiver de 2014 à Sotchi
- Médaille d'or en slopestyle aux Jeux olympiques d'hiver de 2018 à Pyeongchang
- Médaille d'argent en big air aux Jeux olympiques d'hiver de 2018 à Pyeongchang

### Championnats du monde
- Park City - Mondiaux 2019 :
  -  Médaillé de bronze en slopestyle.
- Aspen - Mondiaux 2021 :
  -  Médaillé d'argent en slopestyle.

### Coupe du monde
- 1 gros globe de cristal :
  - Vainqueur du classement freestyle en 2016.
- 3 petits globe de cristal :
  - Vainqueur du classement slopestyle en 2016 et 2017.
  - Vainqueur du classement big air en 2016.
- 12 podiums dont 7 victoires.

### Winter X Games
| Édition/Discipline | Slopestyle |
| 2006 Aspen         | Bronze     |
| 2007 Aspen         | Or         |
| 2008 Aspen         | Or         |
| 2010 Aspen         | Argent     |
| 2011 Aspen         | Bronze     |
| 2011 Tignes        | Or         |
| 2012 Aspen         | Or         |
| 2013 Aspen         | Or         |
| 2013 Tignes        | Argent     |
| 2014 Aspen         | Argent     |
|                    |            |

### TTR Word Snowboard Tour
- Championne du Monde 2008 et 2011
- Vice-Championne du Monde 2007

| Édition/Discipline | Slopestyle |
| 2007               | Argent     |
| 2008               | Or         |
| 2009               | Bronze     |
| 2011               | Or         |